# Diversidad sexual en Bolivia
La diversidad sexual y de género en Bolivia no está penada por ley y cuenta oficialmente con protección constitucional. Desde 2009 el Estado Plurinacional de Bolivia es uno de los pocos países en el mundo que reconocen el principio constitucional de no discriminación basándose en la orientación sexual y la identidad de género.
La diversidad de orientaciones sexuales, es aceptada por algunos sectores de la sociedad, mientras que otros, todavía mantienen prejuicios homofóbicos y de transfobia, las estructuras machistas y patriarcales persistentes en la región.
Bolivia ha sido gobernada por distintas dictaduras entre la década de los años 1970 y 1980, a pesar de eso la homosexualidad jamás fue perseguida como ocurría en otros países de Hispanoamérica, como el caso de Nicaragua, Chile, Ecuador o Paraguay. Aunque la homofobia estuvo fuertemente presente, especialmente en el ejército, donde se reprimía toda sexualidad fuera de la heterosexual.
Los derechos civiles de lesbianas, gays, bisexuales y transgénero han avanzado paulatinamente a partir del siglo XXI. Desde 2010 se penaliza la discriminación, la incitación a la discriminación, a la violencia y al odio contra las personas LGBT. Además, existe un agravante penal a los delitos motivados por la discriminación basados en la orientación sexual e identidad de género. Se encuentra vigente desde 2016 la Ley N° 807 de Identidad de Género, la cual permite el cambio de nombre y género en los documentos oficiales de personas transexuales y transgénero mayores de 18 años. A partir de 2019, se permite que las personas LGBTI puedan donar sangre sin restricciones.
Desde diciembre de 2020 hasta enero de 2023 se ha reportado que quince parejas del mismo sexo han logrado registrar oficialmente su relación bajo la figura legal de Unión Libre respaldándose en la aplicación de la Opinión Consultiva OC 24/17. 
El 20 de marzo de 2023 el Tribunal Constitucional Plurinacional (TCP) legalizó la unión libre entre personas del mismo sexo en Bolivia, respaldándose en la aplicación de la Opinión Consultiva OC 24/17, exhortando a la Asamblea Legislativa Plurinacional a implementar las medidas necesarias para regularizar los vínculos familiares entre personas del mismo sexo.

## Historia

### Época precolombina
En la época precolombina o prehispánica, la situación de las personas homosexuales tuvo matices diferentes debido a la pluralidad de grupos étnicos indígenas entre los cuales destacamos los más importantes:

#### Losquechuas
Tras el asentamiento de los quechuas en este territorio antiguamente conocido como el Alto Perú durante el Imperio Incaico, la homosexualidad era asociada a conceptos de carácter religioso y sagrado, siendo practicada normalmente —incluso, las relaciones lésbicas eran bien vistas—; sin embargo, otros antropólogos señalan castigos en contra de los homosexuales. Cierto grupo subétnico no era bien visto en algunas tierras altas como en el incanato (especialmente en el altiplano boliviano), ya que entre las máximas de la moral inca (generalmente tres conocidas: ama sua, ama llulla, ama qella), se incluía dos más:ama waqlla (no seas afeminado o pervertido), y ama sipish (no destruyas la vida de los demás). Aunque parece que en las regiones altiplánicas del Departamento de Potosí tenían cierto grado de aceptación. La homosexualidad femenina parece haber sido más conocida durante el dominio de dicho imperio: según la crónica de Felipe Guzmán Poma de Ayala, Kapak Yupanqui tenía un cariño muy especial por ellas (las mujeres homosexuales). Los Incas tuvieron mucha consideración por las mujeres, las cuales que tenían gran desenvoltura y mucha libertad en el trato social, gozaban de muchos privilegios e incluso podían participar en combates en tiempos de guerra. Igualmente, se les permitía ser bastante promiscuas sexualmente y participar en la toma de decisiones.
Actualmente algunos de los descendientes de esta gran civilización y que viven en las regiones subandinas o valles, aborrecen a la homosexualidad como manera de aferrarse a su glorioso pasado.

#### Losaymaras
El caso de los aymaras donde se habla muy poco de este tema, éxisten ciertas diferencias de opiniones. Según las creencias de algunas comunidades, esto lo equipara con la infidelidad, algunos mantienen una postura de intolerancia. Ciertas comunidades igualan los homosexuales a los infieles, que son castigados con penas severas y expulsados de los rituales. Según las superticiones de determinados grupos subétnicos, se dicen también que son un augurio de mala suerte. Aunque algunas comunidades tienen cierto grado de aceptación, respeto y comprensión a estas personas por su orientación sexual, gracias también a la emisión de medios de comunicación como la educación.

#### Otros grupos étnicos
Se dice también que los guaraníes, mojeños, chiquitanos, chiriguanos y otros grupos indígenas del oriente boliviano o de la Amazonia, tenían también cierto grado de aceptación hacia las personas homosexuales. Eso antes de la llegada de los españoles, ya que lo practicaban sin ninguna preocupación. Pues ser un hombre activo homosexual no era considerado malo, ser pasivo lo consideraban malo, es decir, que estar en el papel de la mujer significaba una ofensa. Tomarse la mano entre dos hombres era un alto signo de amistad y fraternidad.

### La época virreinal
Con la llegada de los conquistadores españoles y la creación de la Real Audiencia de Charcas que perteneció a dos Virreinatos como del Perú y luego del Río de la Plata bajo dominio del Imperio español, supuso la imposición de un nuevo sistema político, social, cultural y religioso, con la difusión del cristianismo y la eliminación de las creencias y prácticas ancestrales precolombinas. Estableciéndose la homofobia habitual en Europa, además de la discriminación como el racismo, el machismo y el clasismo, los homosexuales pasaron a ser despreciados y discriminados cruelmente como al resto de los demás territorios de la América española, como sucedía también en otros territorios del continente americano colonizados por otros europeos (británicos, franceses, holandeses y portugueses).
La Iglesia católica condenó cualquier práctica de las diversas civilizaciones indígenas que se opusiera a su dogmatismo, considerándolas pecado mortal y demoníaco, y las persiguió mediante la Santa Inquisición. Si bien, en aquella época de la conquista también habían españoles, criollos y mestizos homosexuales, y que lo practicaban sus relaciones sexuales clandestinamente para no ser perseguidos, reprimidos y condenados a muerte por órdenes de la iglesia y la corona. Además muchos indígenas homosexuales, en aquella época fueron condenados a muerte por los conquistadores.

### SigloXXI
Tras la subida al gobierno del presidente Evo Morales y la promulgación de la Nueva Constitución, se prohíbe todo tipo de discriminación, incluyendo la homofobia.
El Estado prohíbe y sanciona toda forma de discriminación fundada en razón de sexo, color, edad, orientación sexual, identidad de género (...)
Se han creado instituciones que defienden los derechos de las personas LGBTI. Por ejemplo, la activista lesbiana María Galindo fundó la asociación Mujeres Creando. Tiene una radioemisora en la ciudad de La Paz, donde la mayor parte de los locutores son personas de sexo femenino, tratando de romper los tabués y enfocando ciertas temáticas con carácter psicológico.
En 2010 surgió una controversia cuando el presidente Morales tocó en su discurso el tema de los alimentos, refiriéndose al consumo de la carne de pollo: 

El pollo que comemos está cargado de hormonas femeninas. Por eso, cuando los hombres comen esos pollos, tienen desviaciones en su ser como hombres.

La comunidad LGBTI, dentro y fuera de Bolivia reaccionaron ante su discurso calificándolo de homofóbico. Más adelante el presidente boliviano, pidió disculpas y afirmó que su discurso fue malinterpretado y que hay personas homosexuales que trabajan dentro de su gobierno.
En las elecciones generales de Bolivia de 2014 fue elegido José Manuel Canelas Jaime como diputado, convirtiéndose así en el primer legislador y político en un cargo de elección popular que es abiertamente gay en la historia boliviana. Tras las elecciones subnacionales de 2015, Carlos Parra Heredia, más conocido como París Galán se convirtió en el primer transformista electo para la Asamblea Legislativa Departamental de La Paz.
Actualmente hay una asociación en la ciudad de La Paz denominada Familia Galán, que cada mes de mayo y junio festeja los días contra la homofobia y del orgullo gay. Realizan festividades y exposiciones en museos y otros lugares de recreación dando a conocer esta temática.

## Legislación y derechos de la diversidad sexual
Las personas lesbianas, gays, bisexuales, transgénero e intersexuales (LGBTI) en Bolivia pueden enfrentar desafíos no experimentados por personas no LGBTI. La actividad sexual homosexual, tanto femenina como masculina, no son penadas por ley. Sin embargo, las parejas del mismo sexo y los hogares encabezados por parejas del mismo sexo no son elegibles para las mismas protecciones legales disponibles para las parejas heterosexuales. En octubre de 2011, mediante Decreto Supremo N.º 1022 se declara oficialmente, en todo el territorio boliviano, el 17 de mayo de cada año como el “Día de Lucha Contra la Homofobia y Transfobia”.
El nuevo Código de las Familias y del Proceso Familiar (Ley N° 603), promulgada en noviembre de 2014, eliminó la contemplación de la homosexualidad como causal de divorcio. Anteriormente, el artículo 130 de la Ley N° 996 del Código de Familia de 1988 establecía que: "El divorcio puede demandarse por adulterio o relación homosexual de cualquiera de los cónyuges".

### Legislación contra la discriminación
El Artículo 14(II) de la Constitución de Bolivia, implementada en febrero de 2009, prohíbe y castiga la discriminación basada en la orientación sexual y la identidad de género.

"El Estado prohíbe y sanciona toda forma de discriminación fundada en razón de sexo, color, edad, orientación sexual, identidad de género, origen, cultura, nacionalidad, ciudadanía, idioma, credo religioso, ideología, filiación política o filosófica, estado civil, condición económica o social, tipo de ocupación, grado de instrucción, discapacidad, embarazo, u otras que tengan por objetivo o resultado anular o menoscabar el reconocimiento, goce o ejercicio, en condiciones de igualdad, de los derechos de toda persona".
Artículo 14. II. Constitución Política del Estado

La Ley N° 2298 de Ejecución Penal y Supervisión, promulgada en 2001, establece en su artículo 7 que: "En la aplicación de esta ley todas las personas sin excepción alguna, gozan de igualdad jurídica. Queda prohibida toda discriminación de raza, color, género, orientación sexual, lengua, religión, cultura, opinión política, origen, nacionalidad, condición económica o social".
El 30 de agosto de 2007, se aprueba la Resolución Ministerial N° 0668 luego de detectarse que al interior del sistema de prestaciones de servicios de salud, existen grupos poblacionales que por diferentes factores se tornan más vulnerables a la violación de sus derechos humanos por parte de quienes prestan esos servicios. Por tanto, el Ministerio de Salud resuelve: "Garantizar el acceso y la atención universal de los servicios de salud a todas las personas que habitan en el territorio nacional, sin diferencia alguna, con criterios de calidad y calidez. Ninguna circunstancia de carácter económico, social, cultural, orientación sexual e identidad de género y ocupación sexual o personas que viven con VIH/SIDA, podrá justificar trato discriminatorio o negación de la prestación de estos servicios".

#### Ley Antidiscriminación
La "Ley 045 Contra el Racismo y Toda Forma de Discriminación" de 2010, penaliza la discriminación, la incitación a la discriminación o discurso de odio y agrega como agravante penal los delitos motivados por la discriminación basados en la orientación sexual e identidad de género.
La norma define discriminación como "toda forma de distinción, exclusión, restricción o preferencia fundada en razón de sexo, color, edad, orientación sexual e identidad de género, origen, cultura, nacionalidad, ciudadanía, idioma, credo religioso, ideología, filiación política o filosófica, estado civil, condición económica, social o de salud, profesión, ocupación u oficio, grado de instrucción, capacidades diferentes y/o discapacidad física, intelectual o sensorial, estado de embarazo, procedencia, apariencia física, vestimenta, apellido u otras que tengan por objetivo o resultado anular o menoscabar el reconocimiento, goce o ejercicio, en condiciones de igualdad, de derechos humanos y libertades fundamentales reconocidos por la Constitución Política del Estado y el derecho internacional." También proporciona definiciones de homofobia y transfobia.
El Artículo 23 de la ley modifica el Código Penal. Por lo tanto, el Artículo 281ter. del Código Penal penaliza la discriminación basada en la orientación sexual o la identidad de género, agregando sanciones con pena privativa de libertad de uno a cinco años.
La ley incorpora el Artículo 40 bis del Código Penal agravando las penas de los delitos motivados por cualquiera de los motivos de discriminación incluidos en el Artículo 281 ter.
Además se agregan el Artículo 281 quater. sobre "Difusión e Incitación al Racismo o a la Discriminación", el cual indica que:

"La persona que por cualquier medio difunda ideas basadas en la superioridad o en el odio racial, o que promuevan y/o justifiquen el racismo o toda forma de discriminación, por los motivos descritos en los Artículos 281 bis y 281 ter, o incite a la violencia, o a la persecución, de personas o grupos de personas, fundados en motivos racistas o discriminatorios, será sancionado con la pena privativa de libertad de uno a cinco años".

Y el Artículo 281 septieser. sobre "Organizaciones o Asociaciones Racistas o Discriminatorias", que establece:

"La persona que participe en una organización o asociación que promuevan y/o justifiquen el racismo o la discriminación descritos en los Artículos 281 bis y 281 ter o incite al odio, a la violencia o la persecución de personas o grupos de personas fundados en motivos racistas o discriminatorios, serán sancionados con pena privativa de libertad de uno a cuatro años. La sanción será agravada en un tercio el mínimo y en una mitad el máximo, cuando el hecho sea cometido por una servidora o servidor público o autoridad pública".

### Reconocimiento de uniones del mismo sexo
Hasta enero de 2023, existen quince parejas del mismo sexo que han logrado registrar oficialmente su unión libre respaldándose en la aplicación de la Opinión Consultiva OC 24/17 que establece que los Estados deben garantizar a las parejas del mismo sexo el acceso a las mismas instituciones que a las parejas heterosexuales. Sin embargo, la Constitución de Bolivia limita el matrimonio y las uniones libres o de hecho a parejas de distinto sexo. El Artículo 63 establece:

I. El matrimonio entre una mujer y un hombre se constituye por vínculos jurídicos y se basa en la igualdad de derechos y deberes de los cónyuges.

II. Las uniones libres o de hecho que reúnan condiciones de estabilidad y singularidad, y sean mantenidas entre una mujer y un hombre sin impedimento legal, producirán los mismos efectos que el matrimonio civil, tanto en las relaciones personales y patrimoniales de los convivientes como en lo que respecta a las hijas e hijos adoptados o nacidos de aquéllas.

#### Unión libre
El 18 de diciembre de 2020 se registró oficialmente la primera unión libre de una pareja del mismo sexo en el país, esto luego de que en julio de 2020 la Sala Constitucional Segunda del Tribunal de Justicia de La Paz anuló una resolución administrativa del Servicio de Registro Cívico (SERECI) de 2018, que había negado el derecho de dos personas del mismo sexo a la unión libre, por ser lesiva de los derechos humanos de los interesados y empleando como parámetro la Convención Americana y la Opinión Consultiva 24/2017 de la Corte Interamericana de Derechos Humanos. Sin embargo, en aquel entonces el Servicio de Registro Cívico de Bolivia solo permitió el registro de la unión libre de la pareja que realizó la demanda original.
El 13 de mayo de 2022 una segunda pareja del mismo sexo logra registrar su unión libre ante el SERECI basándose en la Opinión Consultiva OC 24/17, luego de un año de espera y de trámites burocráticos. El 27 de mayo de 2022, una tercera pareja del mismo sexo pudo formalizar su unión libre logrando inscribir su relación en el Servicio de Registro Civil (Serecí) de la ciudad de Santa Cruz, cuyo trámite administrativo duró más de un año.
El 7 de octubre de 2022 una cuarta pareja registró oficialmente su unión libre en las oficinas del Servicio de Registro Cívico de La Paz. El trámite duró un mes según la pareja. En enero de 2023 la organización Manodiversa reportó que, a nivel nacional, quince parejas del mismo sexo han logrado concretar su unión libre, principalmente en las ciudades de Santa Cruz, La Paz y Cochabamba.
El 20 de marzo de 2023 el Tribubal Constitucional Plurinacional emitió una resolución que legalizó la unión civil entre personas del mismo en Bolivia, exhortando a la Asamblea Legislativa Plurinacional, a tomar las medidas pertirnentes que regulen los derechos de las personas LGBTI a los estándares de protección establecidos en los instrumentos internacionales sobre Derechos Humanos.

#### Propuestas legislativas
En 2011, La Coalición Boliviana de Colectivos LGBTI (COALIBOL) anunció la presentación de un proyecto de ley denominado “Unión Legal Igualitaria” con el fin de regular en el país la unión civil entre personas del mismo sexo.
En abril de 2012, la diputada Erica Claure, informó la presentación de un proyecto de ley para reconocer los concubinatos entre personas del mismo sexo, ante la Cámara de Diputados. La normativa fue planteada por la diputada luego de que el colectivo Arco Iris de la ciudad de Santa Cruz, le hiciera llegar un bosquejo de la iniciativa. El documento recayó en la Comisión de Derechos Humanos de la Cámara de Diputados. En agosto de 2012, la senadora del partido Movimiento Al Socialismo (MAS), Hilda Saavedra, también presentó un nuevo proyecto de ley de uniones entre personas del mismo sexo. Sin embargo, ambas propuestas no fueron debatidas durante el periodo legislativo. En octubre de 2013, Saavedra nuevamente presentó una incitiativa para reconocer las uniones del mismo sexo, llamada "Proyecto de Ley de Interpretación del Artículo 63 de la Constitución Política del Estado".
El 21 de septiembre de 2015, la Coalición Boliviana de Colectivos LGBTI (Coalibol) y el Colectivo TLGB de Bolivia presentaron un Proyecto de Ley denominado “Acuerdo de Vida en Familia” (AVF), que tiene como objeto proteger, regular los deberes, derechos y obligaciones de las familias conformadas por dos personas del mismo sexo. Sin embargo, la propuesta no entró a la agenda legislativa para ser discutida. En septiembre de 2016, ante el nulo avance de la propuesta, miembros del movimiento LGBTI de Bolivia junto al programa Iguales Ante La Ley de Capacitación y Derechos Ciudadanos (CDC); entregaron al Defensor del Pueblo, David Tezanos Pinto, el anteproyecto de Ley de Acuerdo de Vida en Familia (AVF), a quien solicitaron que desde su despacho pueda impulsar su tratamiento en la Asamblea Legislativa Plurinacional.
El Defensor anunció medidas para trabajar en un documento técnico y otro legal para presentar la iniciativa, además de la creación de una comisión interinstitucional de su equipo jurídico con organizaciones LGBTI para que el proyecto sea mejorado, y así pueda ser debatido como "Iniciativa Defensorial".

### Adopción
La Ley 548 Código de Niño, Niña y Adolescente (2014), en su artículo 84, establece que las personas solteras, las parejas casadas o en unión libre, pueden solicitar la adopción. En cuanto al tipo de parejas que solicitan la adopción, no menciona explícitamente que debe ser entre un hombre y una mujer.
La Sentencia Constitucional Plurinacional SCP 0577/2022-S2 en relación a las uniones libres, no abordó expresamente el derecho a la adopción por parte de parejas del mismo sexo al haber negado protección a los accionantes respecto de la afectación de los derechos que surgen de la unión legal de parejas del mismo sexo, evitando pronunciarse sobre el tema.

### Identidad y expresión de género
La Constitución de Bolivia, además de prohibir y castigar la discriminación basada en la identidad de género, reconoce los derechos de niñas, niños y adolescentes a expresar una identidad de género de acuerdo a su vivencia personal.
El artículo 58 (Sección V, Derechos de la niñez, adolescencia y juventud) establece:

"Se considera niña, niño o adolescente a toda persona menor de edad. Las niñas, niños y adolescentes son titulares de los derechos reconocidos en la Constitución, con los límites establecidos en ésta, y de los derechos específicos inherentes a su proceso de desarrollo; a su identidad étnica, sociocultural, de género y generacional; y a la satisfacción de sus necesidades, intereses y aspiraciones".

Desde 2005, las personas trans pueden acceder al cambio de nombre y sexo en documentos oficiales, mediante la aprobación de un fallo judicial. En 2003, un hombre trans llamado Gary Cordero, inició los trámites de cambio de identidad ante el Juzgado Primero de Partida en lo Civil de La Paz. Los requisitos del juez incluyeron exámenes físicos, psicológicos y pruebas sobre discriminación. En 2005, la sentencia resultó favorable para el cambio de nombre y de sexo en todos los documentos, siendo el primer caso de un transexual en Latinoamérica que gana un juicio legal, antes de llegar a la intervención quirúrgica.
Según datos oficiales, hasta 2014 existían seis casos registrados de personas transexuales y transgénero que lograron, a través de un proceso judicial, el cambio de nombre y dato de sexo en los registros estatales.
Los requisitos, solicitados por el Juzgado Civil, van desde un certificado médico, expedido por un urólogo o ginecólogo, hasta una "valoración psiquiátrica”. Las demás pruebas son: un informe de antecedentes penales, un certificado médico que concluye presencia de fenotipo masculino o femenino, fotografías de apariencia actual y anterior al proceso. Finalmente, se solicita un informe de evaluación y seguimiento psicológico.

#### Ley de identidad de género
En noviembre de 2015, el Ministerio de Justicia propuso el "Proyecto de Ley de Identidad de Género" que permitiría a las personas transgénero cambiar su nombre legal y sexo registral sin la necesidad de un proceso judicial. El 19 de mayo de 2016, la Cámara de Diputados de Bolivia aprobó la Ley de Identidad de Género. Al día siguiente, el Senado aprobó la medida por mayoría simple de votos. El 21 de mayo de 2016, el proyecto de ley fue promulgado por el vicepresidente Álvaro García Linera. La ley entró en vigor el 1 de agosto de 2016, siendo Pamela Valenzuela la primera persona en solicitar el cambio de su nombre legal y sexo registral ante el Servicio de Registro Cívico.
La Ley N° 807 de Identidad de Género permite a personas transexuales y transgénero mayores de 18 años el cambio de nombres propios, datos de sexo e imagen en la documentación pública y privada vinculada a su identificación. El cambio de identidad, según establece uno de los estatutos, será reversible por una sola vez, luego de lo cual no podrán modificarse nuevamente estos datos.
Según el artículo 8 de la ley, para solicitar el cambio de nombre propio, dato de sexo e imagen, el o la solicitante deberá presentar ante el Servicio de Registro Cívico (SERECI), los siguientes requisitos:
- Carta de solicitud de cambio de nombre propio, dato de sexo e imagen, manifestando el nombre propio y dato de sexo inicialmente registrado, y el nuevo nombre propio y dato de sexo elegido.
- Examen técnico psicológico que acredite que la persona conoce y asume voluntariamente las implicaciones de su decisión.
- Certificado de nacimiento original y computarizado expedido por el SERECI, que acredite la mayoría de edad.
- Certificación de datos de personas emitido por el Servicio General de Identificación Personal (SEGIP) sin observación.
- Certificado de libertad de estado civil expedido por el SERECI.
- Certificado de descendencia expedido por el SERECI.
- Certificado del Registro Judicial de Antecedentes Penales (REJAP), con el fin de informar sobre el cambio realizado a la autoridad judicial competente en caso de existir algún proceso en curso.
- Fotografía actualizada de la imagen que corresponda a la nueva identidad.[40]

Una vez que las personas cumplan con los requisitos, transcurrirán 15 días para la emisión de la resolución administrativa que permita el cambio de nombre, dato de sexo e imagen.
En junio de 2017, el Tribunal Supremo Electoral (TSE), a través del instructivo TSE-PRES-015/2017, instruyó al Servicio de Registro Civil (Serecí) a dar curso al registro y reconocer el matrimonio civil de personas transexuales y transgénero, sin otro requisito que la presentación del documento que acredite su cambio de sexo, como el carnet de identidad, en apego a la Ley 807 de Identidad de Género.

### Donación de sangre
El Decreto Supremo 3978, promulgado el 10 de julio de 2019, modifica el artículo 16 del Decreto Supremo 24547 eliminando la discriminación en la que se incurría contra homosexuales y bisexuales a quienes denominaba promiscuos y permitiendo desde entonces que personas LGBTI puedan donar sin restricciones.
Previamente, desde 1997, el Decreto Supremo 24547 establecía, en su artículo 16, la prohibición permanente como donantes de sangre a personas homosexuales y bisexuales por ser consideradas dentro de los grupos de alto riesgo para el VIH/sida. En junio de 2016, el defensor del Pueblo, David Tezanos Pinto, solicitó al Gobierno modificar el Decreto Supremo 24547 de 1997, indicando que la Constitución Política del Estado y la Ley contra el Racismo y toda forma de Discriminación han establecido la prohibición de realizar actos discriminatorios fundados en razones de orientación sexual e identidad de género.

### Terapias de conversión
En Bolivia, las "terapias de conversión" o los esfuerzos para modificar la orientación sexual o la identidad de género de una persona, se encuentran prohibidas de forma limitada sólo en el área de la salud bajo la Norma de Atención Integral para la población LGBTIQ+ en establecimientos de salud emitida en 2022. La norma emitida por el Ministerio de Salud y Deportes, se aplica a nivel nacional en el marco de la regulación vigente del Sistema Único de Salud, de manera obligatoria para todos los establecimientos de salud, sean públicos, privados y de seguridad social de corto plazo; así como para las personas naturales y jurídicas con responsabilidades en la atención de la salud de las personas LGBTIQ.
- El apartado 10.2 sobre "Recomendaciones específicas a tener en cuenta" señala que "Se debe orientar sobre el peligro de acudir a “terapias de reconversión y reparativas” que no tienen asidero científico y pueden generar consecuencias psicológicas a la persona. Recordar que dichas terapias se encuentran prohibidas".[46]

- El apartado 12.3 sobre "Recomendaciones específicas para el equipo de de salud" señala que “La “Terapia Reparadora”, que trata de cambiar la orientación sexual o identidad de género de una persona, es intrínsecamente coercitiva e incompatible con la atención de salud".[46]

### Servicio militar
Las Fuerzas Armadas de Bolivia no permitían oficialmente que las personas LGBT sirvan abiertamente en sus filas. A pesar de la Ley Contra el Racismo y Toda Forma de Discriminación, no existían políticas de inclusión y no discriminación basadas en la orientación sexual y la identidad de género, en las normas castrenses. La homosexualidad en el ejército todavía se considera un tema tabú.
En Bolivia, el servicio militar es obligatorio a partir de los 18 años de edad, cuando el número de voluntarios no alcanza la meta anual. La Constitución Política del Estado de Bolivia, señala en su Artículo 108, numeral 12: "Son deberes de las bolivianas y los bolivianos: Prestar el servicio militar, obligatorio para los varones". Además, establece en su Artículo 249 que: "Todo boliviano estará obligado a prestar servicio militar, de acuerdo con la ley".
En diciembre de 2013, el ministro de Defensa Rubén Saavedra, ante la posibilidad de dar cupos por departamento al colectivo LGBT en las Fuerzas Armadas, aseguró que: "La Constitución Política del Estado señala que para hacer el servicio militar obligatorio debe ser varón, en los institutos militares, y escuelas, varones y mujeres; no hay otra opción. Que quede claro, o es varón o es mujer”.
Aunque ya se había anunciado que los ciudadanos LGBT podrían prestar el servicio militar a partir de 2015. Actualmente en Bolivia se permite también que las personas transgénero sirvan abiertamente en el ejército desde el 2016. A pesar de esto, es posible que las personas LGBTI deseen permanecer discretas sobre su orientación sexual o identidad de género dentro de las Fuerzas Armadas.

## Cultura LGBT

### Música
En música algunos grupos bolivianos han reflejado la homosexualidad como una temática en sus vídeos musicales, uno de ellos es Veneno, con su tema de música tropical titulado «Ya me cansé».

### Cine
- Tu me manques (Rodrigo Bellot, 2019)

## Opinión pública
De acuerdo a una investigación del Pew Research Center del año 2013, en Bolivia un 43% estuvo de acuerdo con la opción «La homosexualidad debe ser aceptada por la sociedad», mientras que un mayoritario 49% estuvo en desacuerdo. El estudio además revela que en el país son los jóvenes quienes muestran un nivel mayor de aceptación, con el 53%. Le siguen los adultos entre 30 y 49 años, con el 43%, y luego los mayores de 50 años, con un nivel de aceptación del 27%.
En 2016, un estudio mundial de la Asociación Internacional de Gays y Lesbianas (ILGA) que incluyó a Bolivia, reveló que ante la pregunta «¿Conoce usted personalmente a alguien que se siente atraído por personas del mismo sexo o que se identifica como gay, lesbiana o bisexual?», un 43% de los encuestados respondieron "Sí", el 40% dijo "No", y un 17% declaró no saber. Además, un 29% de los bolivianos declaró conocer personalmente a alguien que se identifica como transgénero.
| Pregunta | De acuerdo     | Neutro        | En desacuerdo |
| --- | -------------- | ------------- | ------------- |
| Se debe permitir que adultos tengan relaciones privadas consensuales con personas de su mismo sexo.                                    | 28%            | 40%           | 32%           |
| El bullying a jóvenes que se identifican o son percibidos como LGBTI es un problema significativo.                                     | 36%            | 27%           | 37%           |
| Los derechos humanos deben aplicarse a todos, sin importar a quién se sientan atraídos o al género con el que se identifican.          | 65%            | 20%           | 15%           |
| Pregunta | En desacuerdo  | Neutro        | De acuerdo    |
| Ser LGBT debe ser considerado un delito.                                                                                               | 54%            | 29%           | 18%           |
| El sexo se asigna al momento del nacimiento y nunca cambia.                                                                            | 19%            | 29%           | 52%           |
| La atracción hacia el mismo sexo es un fenómeno del mundo occidental.                                                                  | 35%            | 43%           | 21%           |
| Pregunta | Sí             | No sabe       | No            |
| Si una niña siempre se viste y se expresa como un niño, ¿lo encontrarías aceptable?                                                    | 38%            | 33%           | 28%           |
| Si un niño siempre se viste y se expresa como una niña, ¿lo encontrarías aceptable?                                                    | 29%            | 33%           | 38%           |
| ¿Debe ser legal el matrimonio entre personas del mismo sexo?                                                                           | 28%            | 30%           | 42%           |
| Pregunta | No             | No sabe       | Sí            |
| ¿Cree usted que los niños cuyos genitales son poco claros al nacer deben asignarles quirúrgicamente un sexo por profesionales médicos? | 40%            | 42%           | 18%           |
| Pregunta | No me preocupa | Algo incómodo | Muy incómodo  |
| ¿Cómo te sentirías si tu vecino fuera gay o lesbiana?                                                                                  | 78%            | 14%           | 9%            |
| Pregunta | No me molesta  | Algo molesto  | Muy molesto   |
| ¿Le molestaría si uno de sus hijos le dijera que está enamorado de alguien de su mismo sexo?                                           | 29%            | 39%           | 32%           |